# 清朝続文献通考
『清朝続文献通考』（しんちょうぞくぶんけんつうこう）は、元の名を『皇朝続文献通考』といい、清代劉錦藻個人の撰による中国の政書（典章制度の解説書）である。十通の1つ。本書は『清朝文献通考』の続編にあたり、清代の実録、会典、則例等の資料を編成して1912年に完成した。全書400巻。初稿は光緒30年（1904年）に320巻として作られたが、宣統3年（1911年）の辛亥革命で政治制度が激変したため追加されて現在の形になった。乾隆51年（1786年）から宣統3年（1911年）までの政治制度について述べられている。『清朝続文献通考』の価値は「前三通」にわずかに劣るとされている。
体例は『清朝文献通考』26考に基づくが、これに加えて『外交』（交際、界務、伝教、条約）、『郵政』（総類、船政、路政、電政、郵政）、『実業』（総務、農務、工務、商務）、『憲政』の4考が追加された。その中の『征榷考』で『釐金（内部関税）』、『洋葯』、『実業考』が追加され、『新疆石油礦』の条では当時の新疆油田の採掘状況について詳しく述べられている。